# Dave, el bárbaro
Dave, el bárbaro (Dave the Barbarian en su título original) fue una serie animada y cómica que fue creada y escrita por Doug Langdale. Fue estrenada el 23 de enero de 2004 por la cadena Disney Channel y cancelada el 22 de enero de 2005, el día antes de cumplir un año. Consta de una sola temporada de 21 episodios.
En Estados Unidos se emitía por el canal Disney Channel y, posteriormente, Toon Disney. En Latinoamérica, esta serie fue estrenada en 2004 y emitida por la cadena Jetix.

## Argumento
La serie tiene lugar en la Edad Media y se centra en un poderoso pero cobarde bárbaro llamado Dave, que vive en la tierra ficticia de Udrogoth junto con su hermana mayor Candy, su hermana menor Fang y su tío Oswidge. 
Sus padres, los reyes Throktar y Glimia, no pueden hacer frente a los problemas del reino, puesto que se hallan lejos del mismo. Para sortear la lejanía, a veces se comunican a través de una mágica bola de cristal, dejando el reino a cargo de Candy. Juntos los tres hermanos, ayudados por el tío Oswidge, se encargan de proteger el reino.
Hay un narrador, llamado simplemente "El Narrador" ("The Storyteller"), con la voz de Jeff Bennett. Él juega un papel importante en el programa, ya que controla lo que sucede en la historia. Es capaz de hablar con los personajes, y viceversa. De hecho, fue capturado por Chuckles el cerdito, viéndose obligado a contar la historia según órdenes del villano. Técnicamente, lo que dice el narrador se cumple, en el mundo de la serie.

## Producción
La serie fue creada y escrita por Doug Langdale. Después de estrenarse en Disney en 2004, comenzó a transmitir en Toon Disney un año después. En Latinoamérica, el programa fue transmitido por Jetix.
Al igual que otras series como Hagar el Horrible, Los Picapiedra y Roma me da risa, ésta mezcla lo antiguo con lo moderno. Como por ejemplo, Candy va a tiendas en el centro comercial local y utiliza la bola de cristal para realizar compras en línea. Ocasionalmente, la serie incluso rompe la cuarta pared con un determinado personaje dirigiéndose ya sea directamente al público o comunicándose con el narrador.

## Personajes

### Personajes principales
- Dave (voz de Danny Cooksey) - El hijo mediano y único varón de los tres hermanos. Él es el protagonista de la serie, usualmente los episodios se enfocan en sus aventuras. Dave es un príncipe de guerra bárbaro musculoso y muy fuerte que es muy sensible al dolor y prefiere tejer y cocinar que combatir el mal. También tiene miedo de muchas cosas y al menos una vez por episodio, se asusta de alguna manera y grita de forma aguda. También es alérgico a muchas cosas. Según Fang, Dave quería ser un bárbaro cuando era joven, pero pensó que un bárbaro era un barbero que corta el pelo. A pesar de eso, siempre encuentra la forma de resolver los problemas y siempre consigue, a su manera, salvar el reino y a la familia. Las frases de Dave son "¡Por favor, no me hagas daño!" y la más usada en muchas ocasiones, "¡Bajabbers!" ("¡Qué fuerte!" en España y "¡Rechapos!" en Hispanoamérica).
- Candy (voz de Erica Luttrell) - La hija mayor de los tres hermanos. Dejada a cargo en el trono mientras el rey y la reina están ausentes, Candy tiene una actitud contemporánea de "chica del valle" y preferiría ir de compras y pasar el rato que gobernar un reino. Las habilidades principales de Candy son las artes marciales. Ella es la muchacha más hermosa del reino y es bastante egoísta, pero supera eso en diferentes ocasiones. Candy ha utilizado la cita "No provoques a una princesa" en un varias ocasiones y se ha referido a sí misma también como un bárbaro. Ella ha demostrado gran fuerza de la familia cuando vienen los monstruos que destruyen una tienda; si ella es o no más fuerte que Dave permanece desconocido, pero fuera de los dos, ella es la que está dispuesta a usar la fuerza.
- Fang (voz de Tress MacNeille) - Es la más joven de los tres hermanos. Fang es una muchacha muy alborotada e incivilizada que ama romper cosas. Tiene un largo pelo rojo en cola de caballo recogida con un hueso, y viste un pelaje. Ella es la víctima de una broma recurrente en la que a menudo se la confunde con un mono, haciendo que proteste diciendo "¡Yo no soy un mono!", o la más gritada y en caso de que la sigan confundiendo, "¡¡Que no soy un mono!!". Sin embargo, irónicamente y con frecuencia, actúa y se asemeja a uno. Durante un episodio, encuentra una tribu de monos que se parecen a ella. Ella es demasiado pequeña para luchar la mayor parte del tiempo. Por otra parte aunque ella aspira a ser una dura princesa bárbara, secretamente le gusta jugar con muñecas. Fang maneja una lanza en combate.
- Oswidge (voz de Kevin Michael Richardson) - El tío materno de Dave, Fang y Candy. Un hechicero bastante torpe que suele causar estragos con sus hechizos en lugar de ser útil. Se reveló en el episodio "Material del hechicero" que él realmente nunca fue a la escuela de brujos y sólo trabajó en la cafetería. El tío Oswidge ama comer y presenta una apariencia bastante descuidada. Como su sobrina Fang, le gusta en secreto jugar con muñecas. Sus comidas favoritas son el jamón y los "Nut Logs", los cuales no puede resistir. A pesar de su torpeza como hechicero, su conocimiento de la magia y los objetos mágicos, y la mayoría de las demás cosas, supera al resto de la familia.
- Faffy (expresado por Frank Welker) - El dragón mascota en forma de cerdo de la familia. A diferencia de la mayoría de los dragones, respira relámpagos y es domesticado, además de que no tiene cola. Él posee un lado salvaje que se puede revelar cuando está rodeado de otros dragones particularmente malvados con actitudes rebeldes. Se menciona en la demostración que Faffy tiene un coeficiente intelectual de un dígito.
- Lula (voz de Estelle Harris) - La espada estridente, impaciente y sarcástica de Dave. Su habilidad principal es disparar una descarga relámpago desde la punta de su hoja.

### Personajes secundarios
- El Rey Throktar y la Reina Glimia (expresados por Kevin Michael Richardson y Erica Luttrell) - Los gobernantes de Udrogoth, y los padres de Dave, Candy y Fang. Están lejos luchando contra el mal en todo el mundo, aunque pueden comunicarse con sus hijos a través de la bola de cristal de Oswidge, que parece funcionar como un teléfono. De vez en cuando son llamados mientras están en una situación terrible.
- El Narrador (expresado por Jeff Bennett) - El narrador de la serie. Nunca se le ha visto, pero además de narrar los episodios en ocasiones interactúa con los personajes.
- Dinky y Cheezette (expresadas por Erica Luttrell y Tress MacNeille) - Las mejores amigas de la princesa Candy, que a veces no son partidarias - y sabiamente - de sus acciones. Son tan obsesivas con la moda, la ropa y las vidas sociales como lo es Candy.
- Sra. Gert Bogmelon (expresada por Lisa Kaplan) - Una bruja-comerciante que ama el dinero y le encanta robar a sus clientes. Ella puede ser intimidada por Fang y otras personas agresivas, pero se aprovecha de la gente mansa como Dave. Ella vende malvadas comadrejas, espadas místicas y otras parafernalias relacionadas con la trama, como camisetas usadas para eventos deportivos. Cuando los personajes le dicen quieren comprar algo en su tienda, ella inmediatamente dice "¡Lo tenemos!", a pesar de no dejarles terminar de decir lo que quieren.
- Twinkle, el caballo maravilla (expresado por Jeff Bennett) - (Chispas, el caballo maravilla en España, Astro, el corcel maravilla en Hispanoamérica) un potro mágico parlante con una cola coloreada arco iris. Él sufre de depresión extrema y posible psicosis, al parecer debido a ser dejado en su propio establo todo el tiempo. A menudo habla de sus sueños, que son muy inquietantes. Es capaz de volar, aunque no tiene alas. Su manera de hablar es una parodia de Christopher Walken.

### Antagonistas
- The Dark Lord Chuckles the Silly Piggy (expresado por Paul Rugg) - (El amo del mal, Chuckles el cerdito en Hispanoamérica y El Señor Oscuro Risitas el Cerdito Travieso en España) Un cerdo malvado con una capa de cuello alto (y voz igualmente alta) empeñado en conquistar Udrogoth, y el antagonista principal de la serie. Chuckles vive en un castillo en las afueras del reino. Él posee el amuleto místico de Hogswineboar, que le otorga increíbles poderes místicos como telequinesis, cambio de forma, magia de voladura para competir con Lula, y conjuración. Él es también un genio con la tecnología, como lo demuestra su creación Dave-Robot. Sus esquemas usualmente se basan en un truco en particular (como almejas gigantes, patos gigantes, pasteles malvados o muebles malvados). También se reveló en un episodio que tiene un sobrino llamado Knuckles, que quiere ser el mítico Cerdo de la Cosecha en lugar de un oscuro señor del mal.
- Malsquando (expresado por Rob Paulsen) - Un malvado hechicero y rival de Oswidge. Tiene una obsesión por hacerse con el mundo y ganar dinero. También dirige una tienda que cura hipos (hipo mágico que producen gatos de la boca). A diferencia de Oswidge, él fue a la escuela de magos. Su patrón de discurso se basa en el de Jonathan Harris.
- Quosmir (expresado por Michael McShane) - El dios de los pantalones recién lavados, la puntuación de uso excesivo y posiblemente otras cosas al azar y ridículas. Tiene problemas con su madre y lleva una manta de seguridad conocida como su ni-ni lankie. Frecuentemente experimenta pérdida de memoria a corto plazo y trastorno por déficit de atención. Es un gigante parecido a un naga, de piel verde, con la mitad inferior de una serpiente en vez de piernas, siempre lleva una capa azul y un combover. Tiene un severo complejo de inferioridad que sólo se exacerba en presencia de su madre. Él tiene poderes mágicos inmensos incluyendo el vuelo, supervelocidad, y loogies llameantes.
- Princesa Irmaplotz y la reina Zonthara (expresada por Melissa Rivers y Joan Rivers) - La malvada princesa de Hyrogoth que está tratando de destruir a Dave (o más probablemente sólo quiere hacer la vida de Dave miserable), pero hermosa e intelectual. Su madre Zonthara es la reina de Hyrogoth, y sigue tratando de enseñar a Irmaplotz a ser más malvada. El padre de Irmaplotz es bueno, haciéndola medio malvada. En su debut, Dave e Irmaplotz se enamoraron, pero Dave decidió que eran demasiado diferentes, y terminó dejándola, y ella ahora está buscando venganza. Todavía puede tener sentimientos por él; En ocasiones en las que ha tenido oportunidad de ir contra él, ha terminado compadeciéndole. Ella es similar a Dave en muchos aspectos ya que ambos tienen los mismos pasatiempos e intereses impares (ella y Dave ambos aman la "mala poesía" por ejemplo). Ella también tiene las mismas alergias que Dave.
- Ned Frischman (expresado por Richard Steven Horvitz) - Un nerd que trabaja en una fábrica de pantalones en el año 1994. Consigue una cremallera radioactiva que utiliza para viajar al pasado e intentar conquistar el mundo utilizando la tecnología avanzada del futuro, en su primera aparición con el Game Guy (una parodia de una Game Boy), aunque es derrotado por Faffy, Lula y Twinkle porque no tienen pulgares para jugar con las Game Guys, y en su segunda aparición con un libro de chistes de los años 40, plan que de nuevo fue frustrado.

## Premios y nominaciones

### Premios Annie
2005 - Storyboarding en una producción de televisión animada - Wendy Grieb para el episodio "El Sprite Maddening del Stump" (Ganado)
     2005 - Escritura en una producción de televisión animada - Evan Gore & Heather Lombard para el episodio "Ned Frischman: Man of Tomorrow" (Nominado)

## Episodios
| Temporada | Temporada | Episodios | Estados Unidos      | Estados Unidos      | Latinoamérica       | Latinoamérica       |
| Temporada | Temporada | Episodios | Estreno             | Final               | Estreno             | Final               |
| --------- | --------- | --------- | ------------------- | ------------------- | ------------------- | ------------------- |
|           | 1         | 21        | 23 de enero de 2004 | 22 de enero de 2005 | 2 de agosto de 2004 | 24 de abril de 2005 |